# Dołhobyczów
Dołhobyczów is een dorp in het Poolse woiwodschap Lublin, in het district Hrubieszowski. De plaats maakt deel uit van de gemeente Dołhobyczów en telt 720 inwoners.